# 宇宙のステルヴィア
『宇宙のステルヴィア』（うちゅうのステルヴィア）は、未来の太陽系を舞台とするSFアニメ、また漫画とゲーム作品。

## 概要
本作は、そもそもカードゲームの企画をメインとして出発したものである。テレビアニメはテレビ東京系列局で2003年（平成15年）4月2日から同年9月24日まで全26話が放送され、佐藤竜雄が監督をつとめた。
漫画は2003年（平成15年）5月より『月刊コミック電撃大王』（メディアワークス）でXEBEC×秋月亮名義で連載。単行本は全2巻。ゲームはPlayStation 2版が2004年（平成16年）1月22日に、ゲームボーイアドバンス版が同年4月23日にそれぞれ発売された。
カードゲームの企画の頓挫を経て半ば捨てられた企画であったため、本来は単発で終わる予定だったが、本作が好評のまま終了し、第2作目の企画が進行していた。しかし、2005年（平成17年）には本作と同じく佐藤竜雄の代表作『機動戦艦ナデシコ』の続編とともに制作中止になったことが、彼の公式サイトで発表された。
「ステルヴィア」とは、ラテン語のstella（星）とvia（道）を組み合わせた造語である。

## あらすじ
西暦2167年、地球はみずへび座ベータ星の超新星爆発によって引き起こされた強力な電磁パルスと放射線（ガンマ線バースト的現象・オルドビス紀末の大量絶滅参照）によって壊滅的な打撃を受けた。だが、人類はそこから見違えるほどの復興を遂げた。そして、かつての災厄より189年後に訪れるとわかっていた第2の災厄、すなわち超新星よりの衝撃波の到来に対し、全人類を挙げての防御体制を築き上げていったのである。
そして2356年。遂に衝撃波セカンドウェーブが太陽系に到達しようとしていたその年、人類の生活圏を守る大計画グレート・ミッションのために作られたファウンデーション（宇宙ステーション）の1つ「ステルヴィア」内の宇宙学園に主人公たちが入学するところから本作は始まる。
ファウンデーションは人類を防御するために作られた施設であると同時に、オーバビスマシン（宇宙機）のパイロットやファウンデーション自身を運用するための人材を育成する教育機関でもある。この設定により、本作は「大災害に立ち向かうドラマ」であるとともに「悩み、成長する少年少女の学園ドラマ」となっている。

## 登場人物
登場人物の苗字は、一部を除き小田急線・箱根登山鉄道線の駅名を由来としている。

### 予科生
片瀬 志麻（かたせ しま）
声 - 野中藍
本作の主人公。宇宙を飛ぶことに憧れるステルヴィアの新入生。受動的で自己主張することが苦手な自分を変えるきっかけを求め、宇宙に上がってきた。実は驚異的な情報処理能力を持ち、プログラマーとしては天才的であるものの自覚はなく、そのため、それ以外の面で他に及ばないことに劣等感を抱いている。宇宙機パイロットとしては、当初はかなり落ちこぼれだった。音山光太にアドバイスされ、細かい情報を技術的に無視するようになってからは、光太には及ばないながらも優秀なパイロットとなる。
「操縦しながら現状に対応するためのプログラミングを行う」という離れ業すらやってのけるが、当初は進行する状況に追いつかず単に暴走させていた。五大ファンデーション対抗体育祭のアストロボールの選手として選ばれ、二回戦でフィールド内の全ての移動物体の動きを計算し、強豪オデッセイに対し「ハットトリック」(ゴールを3回割る)という偉業をなしとげたことを契機に、自身の才能を自覚してからは、より積極的に自分の欠点は才能で補うよう努力するようになり、流動的な状況にも対応できるようになった。最終的にはカールによって、光太とは別の「可能性を秘めた人類」として見出されている。
地球に父・母・弟がいる。最終話では、本科生代表として新入生へのあいさつを担当した。愛称「しーぽん」。好きなものは金平糖。
2340年6月6日生まれ。15歳。身長158cm。体重45kg。B：78・W：57・H：82。血液型：A型。出身地：日本（鎌倉）。名前の由来は片瀬江ノ島駅（江ノ島線）。
音山 光太（おとやま こうた）
声 - 水島大宙
どこか謎めいた少年で、志麻の級友。物語の中盤で志麻の恋人となり、後半では二人のすれ違いが物語の大きな主軸となる。争いを嫌い、あらゆる科目においてその難易度に関わらず、必ず中程度の成績を意図して取っていたが、その実態は、人間離れした能力をもつ文字通りの天才パイロット。才能に気付いたリチャードによって人類の「次なる段階の象徴」として見出され、後に最新型インターフェースとの適合によって、更に人類トップクラスの知覚能力を獲得していく。
一方、膨大な才能に恵まれ周囲にも期待されるようになってからは、自身の及ばないところで焦りを見せるなど人間らしい「弱さ」も覗かせるようになり、これを周囲の助けを得て超え、さらに人間として成長していく。最終話では、新入生歓迎会には参加せず、インフィニティーに乗り調査活動をしている。
個人運営の天文台を構える姉が地球にいる。好きなものは麦茶のコーラ割り。
2341年1月1日生まれ。15歳。身長171cm。体重65kg。血液型：AB型。
アリサ・グレンノース
声 - 松岡由貴
志麻の級友であり、一番の親友。地球からステルヴィアへのシャトルで出会い、さらにルームメイトとなった。志麻の愛称「しーぽん」は、「志麻」の「し」とやたらぽんぽん飛び回る志麻の機体操縦から、知り合って間もなく彼女が付けたもの。「しーぽん」の他にも「インフィニティー」は「インフィー」、「アルキュオン」は「ルッキョン」と色々な呼び名をつけている。
活発で陽気だが、その生い立ちには悲哀な過去もあり、稀に陰を見せる。物語中盤で、自身のパイロットとしての能力に限界を感じ、エンジニアコースへ転ずる。最終話では、志麻と同じく予科生歓迎会代表の1人で、代表挨拶を志麻に勧めた。地球にミアという妹がいる。好きなものはアップルパイ。
2340年10月4日生まれ。15歳。身長167cm。体重52kg。B：81・W：58・H：82。血液型：O型。出身地：アメリカ。名前の由来は下北沢駅（小田急小田原線）。
風祭 りんな（かざまつり りんな）
声 - 広橋涼
地球から最も遠いファウンデーション「ウルティマ」から飛び級でやってきた転校生。幼い頃から宇宙が遊び場でもあったため英才教育に等しい環境で育ち、超絶的な飛行技能を見せ付ける才能の持ち主。競技会で圧倒的な才能を見せた片瀬志麻をライバルに足る存在と見なし、そのためステルヴィアにやって来た。りんなにとって志麻は良き友人であり最大のライバルであり目標である。
極めて快活な元気少女だが、時々それで周囲を振り回してしまい、後悔がついて来ることもあり、悩みながらも人間関係を学んでいる途上である。ウルティマに父と母がいる。最終話ではステルヴィアの本科生となり、ケイティに乗って歓迎会に参加。新たなビッグフォーの1人となっていた。好きなものはアイスクリーム。
2344年7月7日生まれ。血液型：B型。出身地：スウェーデン。12歳。名前の由来は風祭駅（箱根登山鉄道）。
藤沢 やよい（ふじさわ やよい）
声 - 折笠富美子
志麻の級友。愛称は「お嬢」。実は2年前にステルヴィアに入学しており、初佳の親友であった。だが初佳とのパイロット訓練中に事故が起こり、重傷を負って退学。回復後に再入学した。
おっとりとしているようでいて意外と抜け目が無く、志麻たちには大人の態度を見せるまとめ役。最終話では本科生に進級し、アルキュオンに乗って新入生歓迎会に参加した。好きなものはロイヤルミルクティー。
2338年9月16日生まれ。17歳。身長161cm。体重55kg。B：88・W：60・H：87。血液型：A型。出身地：イタリア。名前の由来は藤沢駅（小田急江ノ島線）。
栢山 晶（かやま あきら）
声 - 田中理恵
志麻の級友。やよいのルームメイトでもある。努力家で成績は良い。しかし、志麻や光太と違って特別な才能が無いことを悩み、その憤りを志麻にぶつけてしまい、志麻、アリサ、やよい、晶の間が一時ぎくしゃくする。
無口で真面目な性格で、背の高さと美貌も相まってやや人を遠ざけるところがあるが、後半ではジョイ・ジョーンズとつきあい始め、しばしば痴話喧嘩を演じた。好きなものはあんみつ。
2340年12月23日生まれ。15歳。身長172cm。体重57kg。B：85・W：59・H：80。血液型：O型。出身地：ドイツ。最終話では本科生となり、新入生歓迎会でケイティに乗って参加。りんなと同じく新たなビッグフォーの1人となっていた。名前の由来は栢山駅（小田原線）。
小田原 大（おだわら まさる）
声 - 斎賀みつき
志麻の級友。愛称は「ダイちゃん」。温厚でぼんやりしており、あまり目立たない。
物語の終盤では志麻、光太とも更に違う「精神的な進化の可能性」を示し、大局的、客観的に物事を見通してリーダーシップを発揮する。彼の考えは子供だからこそのジェネシス・ミッションへの参加への意義と、人類への意識定義であった。学園の女の子のデータをすべて持っているらしい。常にマイペースでものすごい大食漢。好きなものはけんちんうどん。
2340年7月9日生まれ。15歳。血液型：O型。出身地：オーストラリア。名前の由来は小田原駅（小田原線・箱根登山鉄道）。
ピエール・タキダ
声 - 上田祐司
志麻の級友。色男を気取る発言が多いが、現実にはやよいに軽くあしらわれてばかりである。
根は真面目で、ある意味では懲りない性分だが、失敗しても反省したら気持ちを切り替えてさらに前進するオプティミスト。好きなものはグラタンとポトフ。
2339年11月30日生まれ。16歳。血液型：B型。出身地：スイス。名前の由来は電気グルーヴのピエール瀧から。
ジョイ・ジョーンズ
声 - 陶山章央
志麻の級友。愛称は「ジョジョ」。やたらと騒々しく、背の低さもあって実年齢よりも幼く見える少年。成績は悪いが、決してめげない（本人曰く下剋上のための準備）。
物語の後半では晶とつきあうようになるが、何度も晶を怒らせては取り繕う羽目になる。自身の宇宙機に「カッコイイ」からと過剰な装備を付けて振り回されるなど無自覚なムードメーカーといった所もあるが、仲間想いの熱い性分でもある。好きなものはオニオンチップにホットドッグ。
2340年9月5日生まれ。血液型：B型。出身地：プエルトリコ。15歳。

### ビッグ4
ステルヴィアの本科生のトップ4人は「ビッグ4」と呼ばれる。他のファウンデーションにこれに該当するグループがあるかは、劇中では語られていない。
町田 初佳（まちだ あやか）
声 - 豊口めぐみ
やよいの元同級生。常に自らの研鑽に余念がなく、飛び級で本科生になった努力型の天才である。
普段は本科生のトップ然として、余裕のある態度で接するが、天賦の才に恵まれ、自らの地位を脅かす可能性のある者に対しては、嫉妬や恐れを抱いていた。このため、グレート・ミッション完了後、志麻に模擬戦を申し込み怪我を負わせようとした。が、志麻を助けに、割って入った光太のビアンカに一瞬で行動不能にされたことでプライドを打ち砕かれ、引きこもりがちになる。さらに、以前やよいが退学する原因となった「事故」も彼女の故意であった可能性があることが明らかとなり退学寸前に追い込まれるが、やよいに以前の罪を懺悔したことで和解し、退学の話も取り消しとなる。
志麻や光太の良き先輩として挫折からも立ち直り「ビッグ4」の1人として志麻たちを助けていく。
2339年3月29日生まれ。17歳。身長167cm。体重54kg。B：82・W：59・H：83。血液型：AB型。出身地：日本。後にステルヴィアの教官となる。名前の由来は町田駅（小田原線）。
ケント・オースチン
声 - 岸尾大輔
「ビッグ4」の中心的存在。普段は尊大傍若無人にも見える振る舞いをしているが、その実として周囲をよく見て「誰も不幸にならない・誰もが幸せになれる」ような最善の道を選んで、そのためなら自分が苦境に立つことも辞さない人徳を備える。宇宙学園の関係者にはかなりの有名人。
町田初佳の退学には強く反対した。終盤、小田原たちの作戦に協力し、自ら共犯者と名乗った。
2336年4月28日生まれ。20歳。血液型：A型。出身地：アメリカ。
ナジマ・ゲブール
声 - 朴璐美
どこか不思議な空気を醸し出している、クールで近寄りがたい雰囲気の少女。だが、「ビッグ4」として復帰した初佳のことを温かく迎えるなど、決して冷たい人間ではない。
シェイクスピアを始め、数々の偉人の名言や諺を引用する。
2337年3月29日生まれ。19歳。身長167cm。体重54kg。B：82・W：59・H：83。血液型：AB型。
笙人 律夫（しょうじん りつお）
声 - 檜山修之
素顔を隠しており、忍者と思わせるような行動が多い。クリスマスには志麻に星と例え手裏剣を渡していた。
義に篤い一方で、独特のユーモアセンスを時折覗かせる。
2336年12月10日生まれ。19歳。血液型：B型。出身地：日本。

### ステルヴィア関係者
リチャード・ジェームズ
声 - 堀勝之祐
ステルヴィアの主任教授。
常に温厚で楽観的な態度を取り、人類全体への信頼を見せる。いかなる状況でも決して動じないが、無知・妄信的な信頼ではなく、最適な場に最適な人材が配されていることを理解しているが故のものであり、その実として様々な事柄を熟知している知将である。
片瀬志麻がステルヴィアを受験した際、面接官を勤めた。ステルヴィア教官の甘辛コンビの甘の方。
カール・ヒュッター
声 - 田中正彦
ステルヴィアの教官の1人。
感情を表に見せず冷静であり、悲観的な予測も視野に入れた発言を行う。いかなる状況でもいかなる可能性をも冷静に判断し、客観的に周囲を観察している。ジェームズ教授とよくチェスを指す。終盤で地球に起源を持つ人類ではない、異星人であることが明かされる。
ステルヴィア教官の甘辛コンビの辛の方。
白銀 迅雷（しろがね じんらい）
声 - 藤原啓治
ステルヴィアの教官の1人。
熱血漢で目つきは怖いが生徒たちへの心遣いは細やかである。熱意が理解されず空回ることもあるが、実績から来る信頼で周囲を巻き込んで前進する性分。ステルヴィア出身であり、レイラや蓮とは同級生だった。昔から蓮に片思いしている。
コズミックフラクチャー壊滅後、ステルヴィアの学園長に着任する。
レイラ・バルト
声 - 進藤尚美
ステルヴィアの教官の1人で、致命的ではない失敗は存分にやらせて、そこからも学ばせようとする女性ながらも豪放な性格。
片瀬志麻たちのパイロット課程を担当した。授業では生徒たちを叱咤激励するなど厳しく当たるが、彼女もやはり生徒たちを深く思っており、生命に関わるような失敗には身を挺してでも守ろうとする。かつては優秀なパイロットだったが、挫折した過去がある。白銀迅雷を想っているようにも取れるシーンがある。
2329年8月22日生まれ。27歳。身長195cm。体重65kg。血液型：AB型。出身地：ブラジル。
蓮花 蓮（れんげ れん）
声 - 根谷美智子
ステルヴィアの保健医。絵に描いたような「美人の保健の先生」で、優しいが捉えどころが無い。
交際相手と別れてはまた新しい相手と付き合いはじめ、白銀迅雷を翻弄する。
2330年2月13日生まれ。26歳。血液型：B型。出身地：シンガポール。
織原 道夫（おりはら みちお）
声 - 屋良有作
ステルヴィアの学長にして、ステルヴィアの基地司令官。

### 主人公たちの家族
ミア・グレンノース
声 - 松岡由貴
アリサ・グレンノースの妹。過去の事故により、体の4割が機械になっている。ジェネシス・ミッションから2年後（2359年）に、ステルヴィアに入学するために乗ったフジヤマの中で片瀬志麻の弟の片瀬真人と出会う。フジヤマの客席で宇宙を眺めた時、姉のアリサと同じく涙を流す。同時に、鼻水も垂らしてしまう。
片瀬 真人（かたせ まさと）
声 - 朴璐美
片瀬志麻の弟。父譲りの大人びた性格で、慌てんぼう・おっちょこちょい・案外意固地な姉や母とは好対照のしっかりものである。2年後（2359年）に、ステルヴィアに入学するために乗ったフジヤマの中でミア・グレンノースと出会う。
片瀬 千秋（かたせ ちあき）
声 - 笠原留美
片瀬志麻の母。バリバリのキャリアウーマンであるが、志麻からは「ちーちゃん」と呼ばれている（なぜそう呼ばれているかは不明だが、ちゃんと「お母さん」と呼ばれる事もある）。志麻のステルヴィア行きを反対しており、見送りに来たときも志麻と喧嘩別れをしてしまう。しかし、ジェネシス・ミッション直前に、テレビで今までの志麻に対する気持ちを素直に話していた。
片瀬 海人（かたせ うみひと）
声 - 小杉十郎太
片瀬志麻の父。小説家（エッセイスト）。千秋からは「うみひと君」と呼ばれている。母とは違い、真人とともに志麻を暖かく見送った。
音山 陽子（おとやま ようこ）
声 - 佐久間純子
音山光太の姉。天文台の所長をしている。片瀬志麻の弟の片瀬真人とはメール友達。現在は独身だが、光太と電話で恋愛についての話をしていたときに真人と二人で写っている写真を見せたりしている描写がある。

### その他
ターナー博士
声 - 槐柳二
アカプスに所属する、グレート・ミッションの大立者といわれる老学者。ジェネシス・ミッション立ち上げに際し、グレート・ミッションを引き合いに出してその心構えを説いた。
セルゲイ・ロスコフ
声 - 市川治
ウルティマ総司令官。
クルト・ワーグナー
声 - 掛川裕彦
エルサント総司令官。
ミゲル・デルトロ
声 - 小形満
オデッセィ総司令官。ステルヴィア司令＝織原 道夫とは知人で、アストロボールの事をよく話す。
ジュノ・マイヨール
声 - 渋谷茂
ウルティマの職員。レイラとは顔見知りで、マニピュレーターの扱いにかけては太陽系一の腕を持ち、最高20機のビアンカを1人で遠隔操縦でき、インフィニティのパワージェネレーター取り付け作業を手伝った。コズミックフラクチャー対策時は、３機のビアンカを同時操作するアリサに、アルキュオンのパワージェネレーター取り付け作業のアドバイスをする。
イアン・ソルバーグ
声 - 武内健
トニー・オマエザキ
声 - 高橋裕吾
アキコ・ミルズ
声 - 高橋まゆこ
草薙 葉子
声 - 川瀬晶子
スピアーズ
声 - 坂口候一
ステルヴィア所属のパイロットの代表格。グレート・ミッションにも参加したが、後のウルティマ攻防戦にて、未確認飛行物体の攻撃を受け戦死。
ロバート・ルイス
ベン・ジェラード
声 - 志村知幸
ミン・ジョンオ
声 - 和田省
ヒロ・ナカムラ
声 - 川田紳司
エンリケ・カルロス
声 - 風間勇刀

## 登場メカ

### オーバビスマシン
名称を大まかに訳せば「卵(ova)・鳥(avis)のマシン(machine)」。これで太陽系に飛び出すことを卵がかえって鳥になることにかけている。
バッテリーをエネルギーとして、重力制御で飛行している。後部に重力推進器がある。進行方向に「落ち」ている。例えば、ファウンデーションからビアンカが発進するときはビアンカに下向きの重力を発生させているので、下方に「落ち」て行き、その後は任意の方向に「落ち」ていく。このためビアンカでの直立した運転姿勢が可能となった。
操縦は予科生はキーボードで操作するが、教官やケイティのパイロットは人間の視覚とリンクするシステムのDLSを使用している。ちなみに生徒用のもののコックピットはどちらも同じである。
ビアンカ
予科生が乗る練習用のオーバビスマシン。ステルヴィアのビアンカは基本的に白色で統一。
体育祭以降、志麻のビアンカは黄色になっている（OPでは、初佳のケイティと思われる機体と共に宇宙を飛ぶシーン、またはいくつかの場面に登場）。他にも、赤系統にカラーリングされ、角のようなアンテナや記録用ポッド、大型の推進器などが装着されたレイラ専用機等もある。
機体イメージはヒレを振る小魚。練習生専用というわけでなく、単に安価な標準のビアンカを練習機に採用しているだけである。ハードポイントにいろいろなユニットを接続し発展させることができる。
重力推進器が小型のため、スラスターのほか非重力制御のサブエンジンを搭載している。左右には赤と緑の編成灯が、練習機の後部には衝突防止灯がついている。
通常機体下部からコックピットを出し入れするが、緊急時には上部の蓋をふっとばし脱出することも可能である。
ケイティ
本科生が乗るオーバビスマシン。各ファウンデーション毎に色分けされており、学生ではない正規パイロットが乗る場合には、グレー系統にカラーリングされる。作中には出ないが、大気圏内も飛行可能。ただし、通常状態での着陸はできない。機体上部には大気圏用の非常用エアインテークが付いている。
ビッグ4の4人は専用の青いカラーリング、レイラの場合は赤いカラーリングに角突き。
機体イメージはエイ。多数の装備が付いている完成形の状態でロールアウトされる。ビアンカ同様左右の翼に赤と緑の編成灯が付いている。
後に従来のA型からC型に進化。推進器が大きく、管制器が新しくなった。また、コクピット装甲が強化され、主翼が大きくなり、上部インテーク変更、下部インテーク新設、そしてハードポイント追加によりビアンカのようにオプションを搭載できるようになった。ジェネシス・ミッションではこれの改良型が使われ、攻撃、観測、防御と全ての能力がC型に勝る。
ケイティに乗るには試験をパスしなければならない。

### ギガンティック・アクティモ・ソーマ
インフィニティ
セカンドウェーブ後、惑星間格差への反抗などから地球圏が他の惑星圏と戦争状態になった場合を見据えて開発された、ギガンティック・アクティモ・ソーマ試作一号機。オーバースペック過ぎて地球では試験すら行えなく持て余してしまったためフジヤマでステルヴィアに運ばれた人形巨大ロボット。極秘裡にステルヴィア内に格納されていたが、偶然志麻たちが発見した。
アリサ命名の「インフィ」という愛称で呼ばれることになるが、コンテナなどにも「INFI」と記されており、強ち間違いでも無かった模様。全長120m。デザインモチーフは競泳選手。
グレート・ミッション中、オーバビスマシンの火力では対応できない巨大隕石破壊のため、カール・ヒュッターにより突貫工事で複座に改造され出撃。志麻と光太が乗り込んだ。その後も志麻と光太がパイロットを務めるが、ジェネシス・ミッションでは光太のみが搭乗した。その後は正式に複座ロボットとされた。
関節の動力や1箇所に集中された動力で動くのではなく、パーツ1つ1つがオーバビスマシンのように重力推進し作動する。が、それぞれ制御されロボットとしての動きを実現する。1G状態でも機体を保持できる強度を持ち、急激な加速度が加わっても重力制御で機体、乗員を保護できる。ジェネレーターはオーバビスマシンとは違いウルティマのタツオノフのような核融合炉に似た機構となっている。
アルキュオン
アカプスで建造されていたインフィニティの同型機。愛称は「ルッキョン」。見た目はインフィニティとほぼ同じだが、カラーリングは緑、頭部と背部の一部の形状が異なる。ジェネシス・ミッションで志麻が搭乗し、システムは志麻の意向でDLSでは無くビアンカのシステムが用いられた。ジェネシス・ミッション後も金星圏に返上される事は無く、2359年（最終話）には予科生歓迎会の歓迎飛行にてやよいが搭乗している。因みにシステムはDLSに戻っている。

### ファウンデーション
セカンドウェーブから人類の生存圏を守るために建造された宇宙ステーション。セカンドウェーブの被害を防ぐため担当惑星を包むビームシールドの放射を行うほか空母や太陽系へ飛び立つ拠点としての役割がある。内部には1つの都市が丸ごと入っており、グレート・ミッションに従事する人々の数世代にわたる家となる。オーバビスマシンのパイロットなどを育成する宇宙学園がある。
アカプス
第1ファウンデーション (FOUNDATION-1) 金星圏   AKAPUSU. アカプス
太陽に近いため表面は鏡面処理されている。形状はほぼステルヴィアと同型で色は黄系。
体育祭で優勝したことが無い。ジェネシス・ミッションでは2番目にフラクチャーに突入し消滅。
ステルヴィア
第2ファウンデーション (FOUNDATION-2) 地球圏   STELLVIA. ステルヴィア
今作の主な舞台である。外観のイメージはタツノオトシゴ。
2番目に建造されたファウンデーションで全高は15km。古参のファウンデーションだが、地球に最も近いため随時改造が行われてきた。低軌道から静止衛星軌道まで重力制御で、自在に高度の変更ができる。
内部も重力制御が為され、学園関係者だけでなく基地関係者とその家族、商業関係者が暮らしている。時間は太陽系標準時（グリニッジ標準時）が用いられ、照明の明暗で昼夜を再現している。密閉区間のため、内燃機関の使用は禁止である。
館内は文教地区、居住区、商業地区、アミューズメント地区、修理地区が吹き抜けの多層構造となり構成されている。
ジェネシス・ミッションでは3番目にフラクチャーに突入し消滅。ジェネシス・ミッションから2年後には新たなステルヴィアが建造され(建造途中)学園も開校している。
ステルヴィアの由来はステル（星）とヴィア（道）の2つのラテン語からなる造語。
オデッセイ
第3ファウンデーション (FOUNDATION-3) 火星圏 ODYSSEY オデッセイ
形状はカタパルトが若干異なるがほぼステルヴィアと同型。色は赤。
体育祭でのステルヴィアのライバルで、特にアストロボールへの熱が強く、2連覇を狙う今回は挑戦状まで叩きつける程であった。ジェネシス・ミッションで真っ先にフラクチャーに突入。
エルサント
第4ファウンデーション (FOUNDATION-4) 木星圏 EL_SANTO エルサント
木星で精製した燃料を貯蔵し、他のファウンデーションに供給していた。形状はほぼステルヴィアと同型であるが、機体下部に円柱状の物が付いている。色は白系。
コズミックフラクチャーの重力場フローに巻き込まれ消滅した。
ビジョン
第5ファウンデーション (FOUNDATION-5) 土星圏 VISION. ビジョン
土星軌道上の小惑星上に建造されており、形状はステルヴィアとほぼ同型であるが、下半分は小惑星である。土星近辺の資源採集に当たっていた。色は黒。
アカプス建造からビジョン完成までに60年以上の月日が経過している。
ウルティマ
第6ファウンデーション (FOUNDATION-6) 先行試験 ULTIMA. ウルティマ
りんなの出身ファウンデーション。他のファウンデーションとは大きく形状が異なる。唯一、宇宙学園が存在しないファウンデーション。
予定よりも建造が進まず、バリア設備もグレート・ミッションの14日前であった。他のファウンデーションと異なり、黄道南極方向へ40天文単位というもっとも辺境に位置し、援軍の望みが薄く交戦の可能性も高いため、タツオノフというジェネレーターに核融合機関のようなものを使って他のファウンデーションよりも出力が大きくしてあり、移動速度は速い。未確認物体との戦闘が発生し、住民の避難後、大型の物体により拿捕されてコズミックフラクチャーに放たれ消滅。

### 宇宙船
フジヤマ
地球とステルヴィア間の定期船。
ガガーリン
ステルヴィアの保有する貨物船。ウルティマでの任務にガガーリン5が派遣された。
クラーク
オデッセイの貨物船。ウルティマ救出に派遣された。
ストレルカ
ステルヴィアの貨物船。ウルティマ救出作戦に後発で参加。

## 用語
みずへび座ベータ星（ハイドラスベータ）
みずへび座に実在する恒星。2147年ごろ超新星爆発を起こした。作中ではしばしばハイドラス・ベータ (Hydrus Beta) とも呼ばれるが、実際（現実世界）の正式な名称はベータ・ハイドリ (Beta Hydri)。
ハイドラスブラスト
みずへび座ベータ星の超新星爆発の通称。
ファーストウェーブ
みずへび座ベータ星の超新星爆発により生じた衝撃波（電磁波）。2167年太陽系に到達し、地球にも多大な被害をもたらした。
セカンドウェーブ
2167年に起きたみずへび座ベータ星の超新星爆発の第2波。ファーストウェーブとは異なり質量を持っており（爆発した星の破片）、2356年太陽系に到達、グレートウォールにより被害は回避された。
緑の宇宙、赤い宇宙
ファーストウェーブにより、宇宙はガスに包まれ緑色に光るようになった。セカンドウェーブの後には、宇宙は赤色に変化した。作中、黒い宇宙はほとんど描かれない。コズミックフラクチャー消滅後は従来の黒い宇宙に戻る。
ダイレクトリンクシステム (DLS)
オーバビスやギガンティック・アクティモ・ソーマ等の操縦システムであり、ヒューマンマシンインターフェースシステム。機器の外見はヘッドマウントディスプレイを使ったバーチャルリアリティ機器のように見えるが、視神経等を通じ脳に直接視覚を始めとする複数の感覚を送り込む為、多くの人は適応出来ず車酔いに似た症状になる（という設定である）。発展型においては片瀬志麻と音山光太にしか扱う事が出来なかった。
アストロボール
5大ファウンデーション対抗合同体育祭中の競技の一つ。
バリアで覆われたエリアの中、5対5で行われる。反重力スティックを用い相手のゴールに入れることで得点となる球技。アステロイドベルト中での宇宙船作業から転じた。
グレート・ミッション
地球圏各所の配備されたタツォノフジェネレーターでグレートウォールを発生させ、セカンドウェーブをやり過ごす為の作戦。
グレートウォールの補正や突破した破片を破壊する為オーバビスマシンも多く動員動員された他、突破された直径100km級の小惑星を破壊し、グレートウォールの穴を補うべくインフィニティも動員された。
タツォノフジェネレーター
重力場を発生させるジェネレーター。
グレートミッションでのグレートウォールの発生やジェネシスミッションでの重力レンズ形成に用いられた。
名前は監督の佐藤竜雄から。
グレート・ウォール
グレート・ミッションで用いられた、太陽系の各惑星に展開される巨大な（地球圏では直径30万km）バリア。
重力バリアと反重力斥力場を交互に120層重ねる事で強度を高めている。
名前は万里の長城の英語名から。
コズミックフラクチャー
セカンドウェーブ後に発見された宇宙ひも。超ひも理論に基づくカラビ-ヤワ空間が展開した物。
全長35億kmにもなり、触れた物は原子レベルで分解され吸い込まれる。惑星や恒星も例外では無く、恒星に接触した場合、恒星の核融合反応が活発化し、超新星爆発を引き起こす。
みずへび座ベータ星の超新星爆発はこのコズミックフラクチャーとの接触が原因であり、ファーストウェーブ、セカンドウェーブはコズミックフラクチャーの前哨でしか無かった。
未確認飛行物体
タマムシのような形状や色合いをしており、頭部を振動させることにより仲間同士で通信を行っている。
見た目では測りにくいがケイティの3倍はあろうかという巨体で、かなり高速且つ不規則に飛行する。複数機集合する事により、ファウンデーションの1.5倍程の大きさのクラゲの様な姿になる事も可能。独自の技術により瞬間移動が可能であり、ファウンデーションの様な大質量の物を同時に移動させることも出来る。ウルティマをフラクチャー前まで移動し、重力制御装置の暴走を起こし、縮退超小型のマイクロブラックホールを発生させ、フラクチャーの速度を1/35まで減速させた。
コズミックフラクチャー発見の前後よりウルティマを始めとする各ファウンデーションに出没するようになった。
ジェネシス・ミッション
大エネルギーのレーザーでコズミックフラクチャーを消滅させる作戦。
コズミックフラクチャー上のあらゆるエネルギーが最低となる点にグレートウォールを発生させる程のエネルギーをぶつける必要があったが、ファウンデーション級の宇宙ステーションでは質量が大きすぎ接近出来ず、レーザーの射角調整にインフィニティ、最低点の割り出しにアルキュオンが用いられた。
この作戦により、アカプス・ステルヴィア・オデッセイ・エルサントの4機のファウンデーションは失われ、残るファウンデーションは土星圏のビジョンだけとなった。
重力レンズ
重力場で光が曲がる現象によるレンズ。天然のものは実在。
コズミックフラクチャーにレーザーを照射するのに使われる。

## スタッフ
- 原作 - XEBEC
- シリーズ構成・監督 - 佐藤竜雄
- キャラクターデザイン - うのまこと
- メカデザイン - 鷲尾直広
- プロップデザイン - 加藤初重
- SF設定 - 堺三保
- 美術監督 - 松本健治
- 色彩設計 - 伴夏代
- 撮影監督 - 広瀬勝利
- 編集 - 山森重之
- 音響監督 - 三間雅文
- 音楽 - 長岡成貢
- 音楽制作 - スターチャイルドレコード
- プロデューサー - 中西豪、池田慎一、千野孝敏
- 製作 - XEBEC、FOUNDATION II

## 主題歌
オープニング、エンディングともangelaが担当。（2度目の）メジャーデビュー曲・初のアニメ主題歌で、アニメソング・ユニットとしてブレイクを果たす。このことから、angelaと初主演の野中藍は互いを「同期」と呼んでいる。

### オープニングテーマ
「明日へのbrilliant road」
作詞 - atsuko / 作曲・編曲 - KATSU / 歌 - angela

### エンディングテーマ
「綺麗な夜空」（第1話 - 第10話、第12話、第14話、第19話）
作詞 - atsuko / 作曲 - atsuko、KATSU / 編曲 - KATSU / 歌 - angela
「The end of the world」（第11話、第13話、第15話 - 第18話、第20話 - 第25話）
作詞 - atsuko / 作曲 - atsuko、KATSU / 編曲 - KATSU / 歌 - angela
「Dear my best friend」（第26話）
作詞 - atsuko / 作曲 - atsuko、KATSU / 編曲 - KATSU / 歌 - angela

### 挿入歌
「明日へのbrilliant road 〜second genesis ver.〜」（第16話）
作詞 - atsuko / 作曲 - atsuko、KATSU / 編曲 - KATSU / 歌 - angela

## 各話リスト
| 話数   | サブタイトル        | 脚本            | 絵コンテ          | 演出         | 作画監督   |
| ------ | ------------------- | --------------- | ----------------- | ------------ | ---------- |
| 第1話  | ようこそ            | 佐藤竜雄        | 佐藤竜雄          | うえだしげる | うのまこと |
| 第2話  | とまどい            | 佐藤竜雄        | 中津環            | 中津環       | 相坂直紀   |
| 第3話  | ごめんなさい        | 堺三保          | 佐藤竜雄          | 安東信悦     | 佐藤淳     |
| 第4話  | がんばります        | 大河内一楼      | 角田一樹          | 角田一樹     | 前田明寿   |
| 第5話  | きっかけ            | 千葉克彦        | 鈴木利正          | 鈴木利正     | 高橋晃     |
| 第6話  | まけません          | 堺三保          | 高見明男          | 長澤剛       | 高見明男   |
| 第7話  | くやしいよ          | 小出克彦        | 水島精二          | うえだしげる | 相坂直紀   |
| 第8話  | わたしですか?       | 大河内一楼      | どじゃがげん      | 日下直義     | 池上太郎   |
| 第9話  | いってきます        | 堺三保          | うえだしげる      | うえだしげる | 高見明男   |
| 第10話 | おかえりなさい      | 堺三保          | 中津環            | 栗原ひばり   | 坂崎忠     |
| 第11話 | ほんとうのあなた    | 小出克彦        | 長澤剛            | 長澤剛       | 津熊健徳   |
| 第12話 | こくはく            | 大河内一楼      | どじゃがげん      | 日下直義     | 池上太郎   |
| 第13話 | ふゆやすみ          | 佐藤竜雄        | どじゃがげん      | 日下直義     | 池上太郎   |
| 第14話 | ゆめとげんじつ      | 小出克彦        | 高見明男          | うえだしげる | 高見明男   |
| 第15話 | わかりません        | 大河内一楼      | 鈴木利正          | 鈴木利正     | 高橋晃     |
| 第16話 | うたがいのなかで    | 堺三保          | 中津環            | うえだしげる | 加藤はつえ |
| 第17話 | たたかい            | 小出克彦        | 長澤剛 鈴木利正   | 長澤剛       | 高見明男   |
| 第18話 | とおいこえ          | 大河内一楼      | どじゃがげん      | 日下直義     | 池上太郎   |
| 第19話 | なきんぼ おこりんぼ | 大河内一楼      | 安田賢司 水島精二 | 佐藤竜雄     | 津熊健徳   |
| 第20話 | みらいをきみに      | 小出克彦        | どじゃがげん      | 日下直義     | 池上太郎   |
| 第21話 | みえないかべ        | 堺三保          | 後信治            | 鈴木利正     | 相坂直紀   |
| 第22話 | それぞれのみち      | 堺三保          | どじゃがげん      | 日下直義     | 池上太郎   |
| 第23話 | だから あなたがいる | 小出克彦        | うえだしげる      | うえだしげる | 前田明寿   |
| 第24話 | ふたたびのやみ      | 堺三保 佐藤竜雄 | どじゃがげん      | 鈴木利正     | 高見明男   |
| 第25話 | さよなら            | 小出克彦        | 高見明男          | うえだしげる | 相坂直紀   |
| 第26話 | きらめきはこえ      | 佐藤竜雄        | 佐藤竜雄          | 佐藤竜雄     | 高見明男   |

## 放送局
| 放送地域       | 放送局         | 放送期間               | 放送日時                   |
| -------------- | -------------- | ---------------------- | -------------------------- |
| 関東広域圏     | テレビ東京     | 2003年4月2日 - 9月24日 | 水曜日 25時00分 - 25時30分 |
| 愛知県         | テレビ愛知     | 2003年4月2日 - 9月24日 | 水曜日 25時28分 - 25時58分 |
| 大阪府         | テレビ大阪     | 2003年4月2日 - 9月24日 | 水曜日 25時30分 - 26時00分 |
| 北海道         | テレビ北海道   | 2003年4月2日 - 9月24日 | 水曜日 25時30分 - 26時00分 |
| 岡山県・香川県 | テレビせとうち | 2003年4月2日 - 9月24日 | 水曜日 25時55分 - 26時25分 |
| 福岡県         | TVQ九州放送    | 2003年4月2日 - 9月24日 | 水曜日 26時20分 - 26時50分 |

この他、CS放送のAT-Xやキッズステーションでも放送された。

## 漫画
漫画版は、メディアワークスの漫画雑誌『月刊コミック電撃大王』の2003年5月号から2004年8月号にかけて連載された。単行本は、全てメディアワークスより「電撃コミックス」レーベルとして刊行された。原作はXEBEC、作画は秋月亮が担当。単行本全2巻、全16話。
- 第1巻 2003年12月15日発行、ISBN 4-8402-2537-0
  - 本編第1話-第7話のほか、巻末に「おまけ」と題して4コマ漫画3編を収録。
  - 表紙カバー下に漫画「秋月亮のそれいけステルヴィア日記。その1」を収録。
- 第2巻 2004年9月15日発行、ISBN 4-8402-2798-5
  - 本編第8話 - 第16話（最終話）を収録。
  - 表紙カバー下に漫画「秋月亮のそれいけステルヴィア日記。その2」を収録。

## その他のメディア
ドラマCD
- 宇宙のステルヴィア スペースオペラI 〜きずな〜（2003年6月25日、キングレコード） - 第1弾とされていたが、続刊は無い。

ゲーム
- 宇宙のステルヴィア（2004年1月22日、バンダイ、PlayStation 2、アドベンチャー）
- 宇宙のステルヴィア（2004年4月23日、キングレコード、ゲームボーイアドバンス、育成シミュレーション）
- スーパーロボット大戦X-Ω（2020年3月9日、バンダイナムコエンターテインメント、iOS / Android、アクションRPG）

ラジオ
- ラジオのステルヴィア（『STARCHILD HOUR』後半の番組、2003年10月5日 - 2004年3月28日、文化放送・ラジオ関西・東海ラジオ日曜日25:00 - 25:30、BSQR48910月10から金曜日22:30 - 23:00）